# I'm Your Man (2PM)
I'm Your Man è un brano musicale del gruppo sudcoreano 2PM, pubblicato come secondo singolo sul mercato giapponese il 17 agosto 2011. Il singoilo è stato pubblicato anche in Corea del Sud il 18 agosto 2011 per la JYP Entertainment.

## Tracce
CD+DVD
1. I'm Your Man - 3:12
2. Without U (Japanese version) - 3:21
3. I'm Your Man (Instrumental) - 3:12
4. Without U (Instrumental) - 3:22

Durata totale: 	13:06

## Classifiche
| Classifica (2011)                       | Posizione più alta |
| --------------------------------------- | ------------------ |
| Giappone (Oricon)                       | 4                  |
| Billboard Billboard Japan Hot 100       | 3                  |
| Japan RIAJ Digital track weekly top 100 | 26                 |
| South Korea Gaon Weekly singles chart   | 69                 |